# Op hoop van zegen
Pour plus de détails, voir Fiche technique et Distribution.
Op hoop van zegen est un film néerlandais réalisé par Alex Benno et Louis Saalborn, sorti en 1934. Ce film est l'adaptation au cinéma d'une pièce de théâtre d'Herman Heijermans intitulée Op Hoop van Zegen (en).

## Fiche technique
- Titre : Op hoop van zegen
- Réalisation : Alex Benno et Louis Saalborn
- Scénario : Alex Benno et Willy Benno-De Bruin d'après la pièce de théâtre de Herman Heijermans
- Musique : Daaf Monnikendam
- Photographie : Henk Alsem
- Montage : Max Brenner
- Direction artistique : Hans Ledersteger
- Production : Alex Benno
- Sociétés de production : M. H. D. Film
- Pays d'origine :  Pays-Bas
- Durée : 105 minutes
- Format : noir et blanc - 1,37:1 - Mono
- Date de sortie :
  - Pays-Bas : 21 décembre 1934

## Distribution
- Esther De Boer-van Rijk
- Philip Dorn
- Jan Van Ees
- Annie Verhulst
- Willem van der Veer
- Sophie de Vries-de Boer
- Miep van den Berg
- Coen Hissink
- Willem Hunsche
- Cissy Van Bennekom
- August Kiehl
- Anton Verheyen
- Aaf Bouber
- Clara Vischer-Blaaser
- Matthieu van Eysden
- Bert van Dongen
- Ubo Groenier
- Louis Saalborn

## Distinctions
Le film obtint une mention spéciale à la Mostra de Venise de 1935.